# معركة ميكالي
معركة ميكالي هي معركة إندلعت أثناء الحروب الفارسية اليونانية في 27 أغسطس 479 ق م بين الفُرس وبين تحالف المدن الإغريقية على منحدرات جبل ميكالي في جزيرة ساموس إحدى الجزر الأيونية قرب سواحل آسيا الصغرى. أقامت المدن الإغريقية أثينا وإسبرطة وكورنثوس تحالفها لأجل طرد الفرس من الجزر الأيونية التي كان يسكنها الإغريق، في الجانب الفارسي قاد إمبراطورهم خشايارشا الأول المعركة بنفسه بعد الانتصار الذي حققه الفرس في معركة ترموبيل ومعركة أرطيميسيوم واحتلاله لكل من ثيساليا وأتيكا وبيوتيا وفشله في احتلال أثينا بعد هزيمته في معركة سالاميس لذلك ترك خشايارشا مهام قيادة الجيش لماردونيوس، وفي صيف 479 ق م جاء الإغريق بجيش كبير إلى بلاتايا وتمكنوا من هزيمة ماردونيوس وإسترجاع أراضي ثيساليا وأتيكا وبيوتيا التي إحتلها الفُرس وثم أبحروا نحو ساموس ليطردوا بقايا الجيش الفارسي الأخميني، الفرس حاولوا تفادي الإغريق في البحر ليكونوا قرب برية آسيا الصغرى حيث تتمركز أعداد أكبر من الجيش، فوصلوا إلى مدينة ميكالي وبنوا حصن هناك، ومع ذلك صمم الأميرال الإغريقي ليوتيخيدس على مهاجمة الفرس وعلى إنزال إسطوله هناك، وفي الجانب الآخر أبدى الفرس مقاومة عنيفة تجاه قوات الهوبليت الإغريقية لكن في النهاية إضطروا للانسحاب من الحصن بسبب قوة الهوبلت الذين قتلوا عدد كبير من الجيش الفارسي في حين أن سفنهم قد تم الإستيلاء عليها أو حرقها وإغراقها وبانتصار الإغريق بهذه المعركة انتهى احتلال الفرس في اليونان حيث تمكن الإغريق بنفس اليوم من هزيمة ماردونيوس في بلاطيا ليكرروا إنجاز معركة ماراثون.